# I Form
I FORM er et dansk magasin om sundhed, træning og velvære, der udgives af Bonnier Publications. Bladet udkommer 19 gange årligt og læses af 166.000 personer (Gallup, 2019). 
Magasinet blev grundlagt i 1987. Oprindeligt var bladet målrettet begge køn, men efterhånden er fokus ændret, så kvinder i dag er målgruppen. Magasinet suppleres af et websted, iform.dk, med mange interaktive services, bl.a. en løberuteplanner, øvelsesvideoer, BMI-beregner, opskriftsdatabaser m.m. I FORM udgiver også online kurser og arrangerer træningsrejser. 
Chefredaktør har siden marts 2017 været Sara Møller Christensen.
Bonnier Publications udgiver desuden I FORM i Norge, Finland og Sverige som bearbejdede versioner af det danske magasin.